# 예카테린부르크 시간
| USZ1 | ■ 칼리닌그라드 시간     | MSK-1 (UTC+02:00) |
| MSK  | ■ 모스크바 시간         | MSK (UTC+03:00)   |
| SMAT | ■ 사마라 시간           | MSK+1 (UTC+04:00) |
| YEKT | ■ 예카테린부르크 시간   | MSK+2 (UTC+05:00) |
| OMST | ■ 옴스크 시간           | MSK+3 (UTC+06:00) |
| KRAT | ■ 크라스노야르스크 시간 | MSK+4 (UTC+07:00) |
| IRKT | ■ 이르쿠츠크 시간       | MSK+5 (UTC+08:00) |
| YAKT | ■ 야쿠츠크 시간         | MSK+6 (UTC+09:00) |
| VLAT | ■ 블라디보스토크 시간   | MSK+7 (UTC+10:00) |
| MAGT | ■ 마가단 시간           | MSK+8 (UTC+11:00) |
| PETT | ■ 캄차카 시간           | MSK+9 (UTC+12:00) |

예카테린부르크 시간(러시아어: екатеринбургское время, 영어: Yekaterinburg Time, YEKT)은 러시아의 네 번째 시간대로, 협정 세계시 (UTC) 보다 5시간 빠르다(UTC+5). 모스크바 시간보다 두 시간 앞선다(MSK+2).
러시아 바시키르 공화국, 스베르들롭스크주, 야말로네네츠 자치구, 오렌부르크주, 첼랴빈스크주, 쿠르간주, 튜멘주, 페름 지방, 한티만시 자치구에서 적용하고 있다.

## 같이 보기
- 러시아의 시간대